# Cincinnati Open 2024
Die Cincinnati Open 2024 war der Name eines Tennisturniers der WTA Tour 2024 für Damen sowie eines Tennisturniers der ATP Tour 2024 für Herren, welche zeitgleich vom 12. bis 19. August 2024 in Mason, Ohio bei Cincinnati, stattfanden.

## Herren
→ Qualifikation: Cincinnati Open 2024/Herren/Qualifikation

## Damen
→ Qualifikation: Cincinnati Open 2024/Damen/Qualifikation